# Jeppe Højbjerg
Pour les articles homonymes, voir Højbjerg.
Jeppe Højbjerg, né le 30 avril 1995 à Esbjerg au Danemark, est un footballeur danois qui évolue au poste de gardien de but avec le club d'Esbjerg fB.

## Biographie

### Carrière en club
Formé à l'Esbjerg fB, c'est avec ce club que Jeppe Højbjerg débute en pro, lors d'un match de Coupe du Danemark gagné sur le score de 1-7 face au modeste club d'Aalborg Chang (en), le 26 septembre 2013. 
En 2015, il est prêté pour un an et demi au club du FC Fredericia.
C'est à partir de la saison 2015-2016 qu'il devient un membre important de l'équipe première. Il se fait remarquer lors de la saison 2018-2019 en ne prenant que quatre buts sur une période de dix matchs d'août à octobre, où il a notamment joué sept rencontres sans encaisser le moindre but.
Le 21 décembre 2018, Højbjerg prolonge avec le club d'Esbjerg jusqu'en 2022.

### En sélection nationale
Jeppe Højbjerg est sélectionné avec les différentes équipes de jeunes du Danemark. 
Il représente l'équipe du Danemark des moins de 19 ans de 2013 à 2014 et joue quatre matchs.
En 2016, il participe aux Jeux olympiques de 2016 avec l'équipe du Danemark olympique, qui se hisse jusqu'en quarts de finale. Il joue quatre matchs lors du tournoi olympique, encaissant un total de six buts. Le Danemark enregistre une seule victoire, contre l'Afrique du Sud.
Le 3 septembre 2015, il fête sa première sélection avec l'équipe du Danemark espoirs face à l'Allemagne (défaite 2-1). Il participe avec les espoirs au championnat d'Europe espoirs en 2017. Il joue trois matchs lors de ce tournoi, encaissant un total de sept buts. Le Danemark enregistre une seule victoire, face à la Tchéquie.